# Mariana Mattsson
Aina Mariana Mattsson, född 7 juli 1965, är en svensk trädgårdskonsult och -skribent.
Mariana Mattsson och hennes make Reginald Scholz har tagit initiativ till och mellan 2008 och 2015 varit ledare för den botaniska trädgården Lapplands kulturbotaniska trädgård (Kulturbotan) på Gammplatsen i Lycksele. Hon har fackmässigt ansvarat för restaureringen av Blomster-Lottas trädgård i Ammarnäs.
Hon bor i Norrbyberg i Lycksele kommun.